# 성 디미트리오스 성당

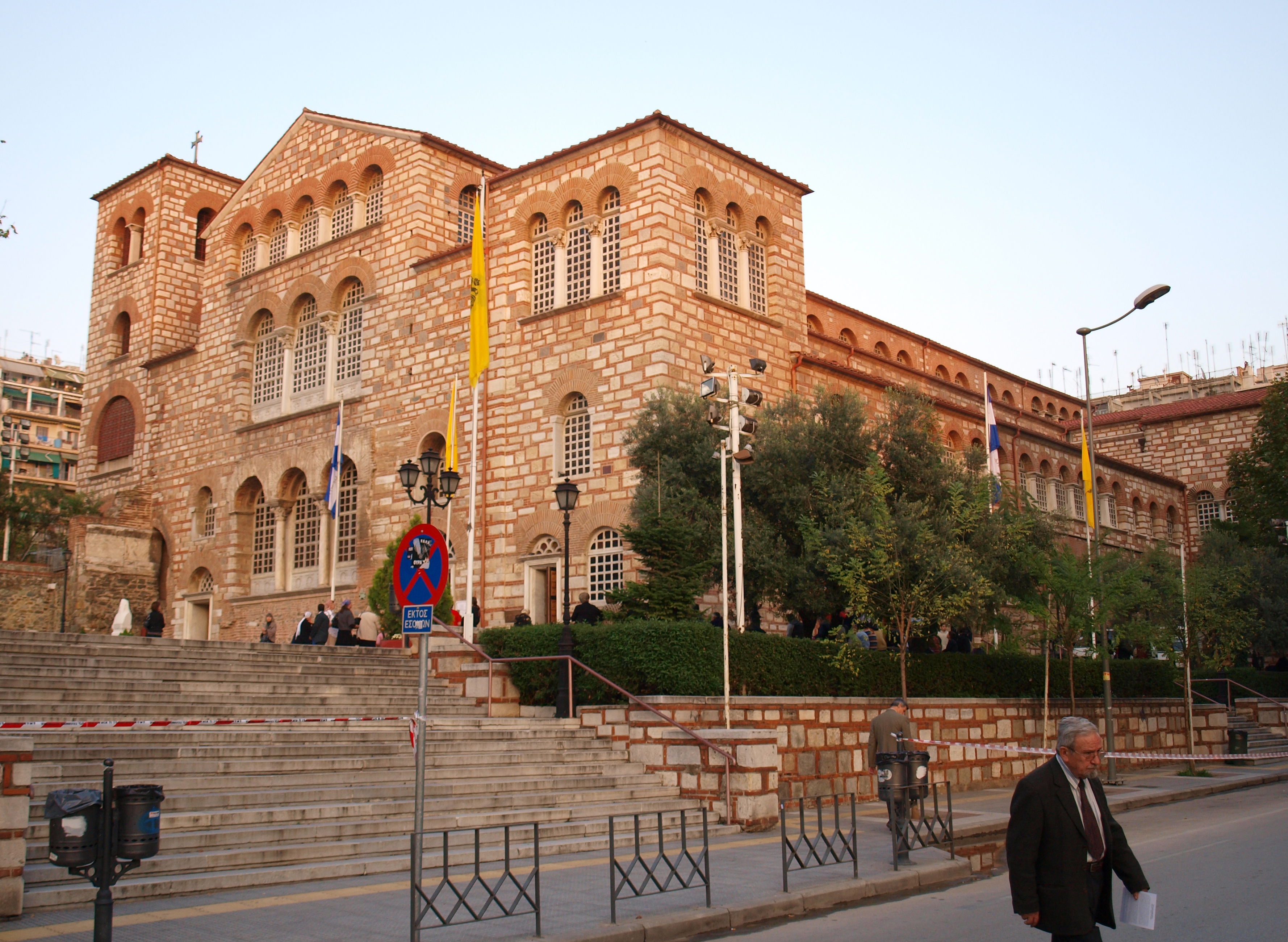

성 디미트리오스 성당(그리스어: Άγιος Δημήτριος)은 그리스 테살로니키에 있는 그리스 정교회 성당으로, 테살로니키의 수호 성인 성 드미트리오스에게 전념하는 성당이다. 창건은 5세기 중기부터 후기까지 거슬러 올라가며, 반복된 화재로 소실되었으나 629년부터 634년까지 대성당으로 재건되었다.
그리스 최대의 바실리카 식 교회이며, 테살로니키의 초기 기독교와 비잔틴 양식의 건축물 중 하나로서 1996년에 유네스코의 세계유산에 등록되었다.